# Placostylus fibratus
Placostylus fibratus é uma espécie de gastrópode  da família Bulimulidae.
É endémica de Nova Caledónia.